# Surinaamse parlementsverkiezingen 2010/Kandidatenlijst/PALU
Dit is de lijst van kandidaten voor de Surinaamse parlementsverkiezingen 2010 van de PALU. De verkiezingen vonden plaats op 25 mei 2010. De landelijke partijleider was Jim Hok. De PALU maakte deel uit van de alliantie Megacombinatie met twee kandidaten op de lijst.
De onderstaande deelnemers kandideerden op grond van het districten-evenredigheidsstelsel voor een zetel in De Nationale Assemblée. Elk district had een eigen lijsttrekker. Los van deze lijst vonden tegelijkertijd de verkiezingen van de ressortraden plaats. Daarvoor gold het personenmeerderheidsstelsel. De kandidaten voor de ressortraden staan hieronder niet genoemd.

## Lijsten
Hieronder volgen de kandidatenlijsten op alfabetische volgorde per district.

### Coronie: 806
1. Anton Reinier Paal: 806

### Paramaribo: 403
9. Henk Radjinder Ramnandanlal: 403
MC (PALU) · 
NF · 
A-combinatie
Kandidaten per district: Brokopondo · 
Commewijne · 
Coronie · 
Marowijne · 
Nickerie · 
Para · 
Paramaribo · 
Saramacca · 
Sipaliwini · 
Wanica